# Никола Атанасов (флейтист)
Никола Атанасов (на македонска литературна норма: Никола Атанасов) е виден музикант, флейтист, и музикален педагог от Република Македония.

## Биография
Роден е в 1939 година в драмското българско село Просечен, Гърция. В 1964 година завършва Музикалната академия в Любляна. Като стипендиант на италианското правителство учи година в Академията „Санта Чичилия“ в Рим за специализация.
След завършването на академията става първият флейтист в оперния оркестър на Македонския народен театър, където работи до края на кариерата си. Той е постоянен солист на Македонската филхармония, на камерния ансамбъл за съвременна музика „Света София“, солист на камерния оркестър на Радио Скопие. Атанасов има голям брой самостоятелни концерти, както и концерти с „Трио Скопие“ във всички големи градове в бившите югославски републики, но също и в редица големи градове в Европа и извън нея. Професор е в Музикалната академия в Скопие и тази в Прищина.
Носител е на много награди и отличия като „Единадесети октомври“, „Свети Климент Охридски“, „Тринадесети ноември“, „Киро Буровски“, „Златна лира“ и други, както и награди от югославските републики.
Умира в Скопие на 3 декември 2013 година.